# Elgin (Nouvelle-Zélande)
Elgin est banlieue de la cité de Gisborne, dans le district de Gisborne, située dans l’Île du Nord de la Nouvelle-Zélande.

## Situation
Elle est localisée à l’est et au nord de la localité d’Awapuni, au sud de Te Hapara et à l’ouest du centre de la cité de Gisborne. L’aéroport le plus proche est l’aérodrome de Gisborne.

## Démographie
Elgin avait une population 2 583 habitants lors du recensement de 2018, en augmentation de 288 personnes (soit 2,5 %) depuis le recensement de 2013, et une augmentation de 282 personnes(soit 12,3 %) depuis le recensement de 2006.
Il y avait 843 logements.
On notait la présence de 1 287 hommes et 1 296 femmes donnant un sexe-ratio de 0,99 homme pour une femme.
L’âge médian était de 31 ans (comparé avec celui de 37,4 ans au niveau national, avec 660 personnes(soit 25,6 %) âgées de moins de 15 ans, 597 personnes (soit 23,1 %) âgées de 15 à 29 ans, 1 008 personnes (soit 39,0 %) âgées de 30 à 64 ans , et 318 personnes (soit 12,3 %) âgées de 65 ou plus.
L’ethnicité était de 40,0 % européens/Pākehā, 69,0 % Māoris, 8,9 % personnes originaires du Pacifique, 2,2 % Asiatiques et 1,3 % d’autres ethnicités (le total fait plus de 100 % dans la mesure où les personnes peuvent s’identifier de multiples ethnicités).
La proportion de personnes nées outre-mer était de 6,2 %, comparée aux 27,1 % au niveau national.
Bien que certaines personnes objectent à donner leur religion, 48,5 % n’avaient pas de religion, 34,6 % étaient chrétiens, 0,2 % étaient Hindouistes, 0,1 % étaient bouddhiste et 7,9 % avaient une autre religion.
Parmi ceux de 15 ans d’âge, 135 personnes (7,0 %) étaient bachelier ou avaient un degré supérieur et 528 personnes (27,5 %) n’avaient aucune qualification formelle.
Le revenu médian était de 22,100 $, comparé avec les 31,800 $ au niveau national.
Le statut d’emploi de ceux de plus de 15 ans, étaient pour 861 personnes (44,8 %) employées à plein temps, 267 personnes (13,9 %) étaient à temps partiel et 156 personnes (soit 8,1 %) étaient sans emploi.

## Parcs
Le Reynolds Creek Reserve et le Sandown Park sont des parcs locaux, qui acceptent les chiens en laisse.

## Éducation
- L’école d'Elgin School est une école primaire publique allant des années 1 à 6[4],[5] avec un effectif de 69 élèves[6].

- L’école de Cobham School est aussi une école primaire publique allant des années 1 à 6[7] avec un effectif de 42 élèves[8].

Les deux écoles sont mixtes et leur effectif est celui de mars 2021.